# Teufelshöhle (bei Steinau)
Die Teufelshöhle ist eine Tropfsteinhöhle im Main-Kinzig-Kreis in Hessen. Sie liegt etwa drei Kilometer nördlich von Steinau an der Straße, zwischen dem Spessart im Süden und dem Vogelsberg im Norden, am Hang des Kieskopfes. Die Höhle ist etwa 2,5 Millionen Jahre alt und ein geologisches Naturdenkmal. Die Höhle wurde 1584 zufällig entdeckt. Die Bevölkerung mied die Höhle lange, weil sie glaubte, der Teufel lebe darin. Eine erste, kurze Begehung fand 1830 statt. Von 1905 bis 1908 wurde ein Zugangsstollen gegraben und die Höhle ausgebaut. Die elektrisch beleuchtete Schauhöhle wurde 1927 eröffnet. Sie ist auf einer Länge von 174 Metern begehbar und enthält drei größere Räume, von denen einer Tropfsteine enthält.

## Geschichte

### Entdeckung
Die Höhle wurde im Herbst des Jahres 1584 von dem Kuhhirten Jox Mellmann entdeckt. Eine Kuh hatte sich von der Herde entfernt und war durch die dünne Erdschicht in einen Hohlraum gefallen. Nach längerer Suche bemerkte Mellmann einen dunklen Schacht, in dem sie verschwunden sein musste. Er war der Überzeugung, dies könne nur das Werk des Teufels sein, der die Kuh gefressen habe. Ebenso sahen es die Bewohner der Gegend, die sehr abergläubisch waren. Das Loch wurde daraufhin Teufelsloch genannt. Um den Teufel zu vertreiben, warfen die Bewohner Steine hinein. Im Frondienst schafften die Bauern mehrere Monate lang Basaltblöcke dorthin. Auch verendete Tiere wurden in das Loch geworfen. Da sich die „Wohnung des Teufels“ nicht auffüllen ließ, war die Bevölkerung der Überzeugung, dass der Teufel zu mächtig sei, um ihn auf diese Weise zu bezwingen. Die Angst vor ihm war so groß, dass die Landwirte nur noch widerwillig zu der Wiese gingen. Das Loch diente dem Grafen von Hanau, der im Steinauer Schloss residierte, eine Zeit lang als Hundefriedhof.

### Erschließung
1830 seilte sich der Papiermachergeselle Walter aus Steinau als erster Mensch in die Höhle ab. Als Fledermäuse um seinen Kopf flogen und Wasser auf ihn tropfte, ließ er sich aus Angst wieder aus dem Loch ziehen. Eine weitere Begehung der Höhle fand im Jahre 1898 statt. Am 14. Juni, nach anderer Überlieferung im Juli, ließen sich drei Männer, Straßenbaumeister Lüders als Organisator, Straßenwärter Methfessel und Dachdeckermeister Scheer, hinab. Sie waren mit Leitern, Seilen, Steigeisen und Haken ausgerüstet. Fackeln dienten ihnen zur Beleuchtung. Sie gelangten auf einen Schuttkegel im Großen Dom. Nach dieser Befahrung wurde entschieden, die Höhle begehbar zu machen. Dazu sollte ein nahezu waagerechter Tunnel von außen zum Großen Dom gegraben werden. Als das nötige Geld vorhanden war, wurde 1905 mit den Grabungen begonnen.

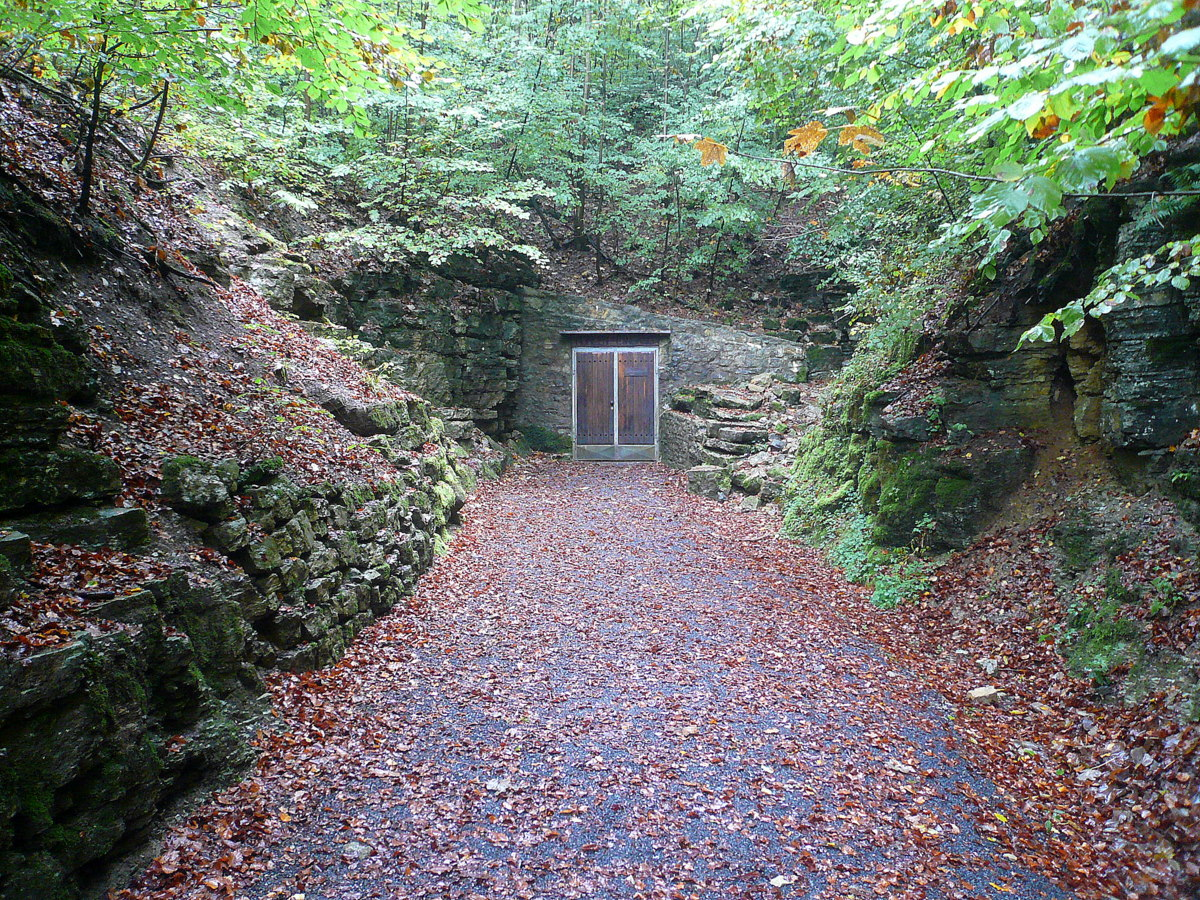
Höhlenzugang

Drei polnische Bergleute gruben sich drei Jahre lang mit Hammer und Meißel in den Berg und orientierten sich mit einem Kompass. Das herausgebrochene Material wurde mittels Hunten auf Schienen nach draußen transportiert. Nach einer Strecke von 45 Metern wurde ein bis dahin unbekannter, mit Tropfsteinen überzogener natürlicher Hohlraum, die Kapelle, angefahren. Nach 54 Metern wurde schließlich der Große Dom erreicht. Dieser war mehrere Meter hoch mit Schutt und Knochen verfüllt. Um ihn begehbar zu machen, wurden insgesamt 300 Kubikmeter Material wie Basalt, eingeschwemmter Lehmboden, Baumstämme und Tierknochen hinaustransportiert. So entstand eine Plattform auf der gleichen Höhe wie der Eingangsstollen. Bei den Grabungen fand sich eine große Zahl an Tierknochen von Hunden, Ziegen, Rindern, Eseln, Katzen und Schweinen, die von Fritz Drevermann, Professor der Geologie und Paläontologie und Rektor der Johann Wolfgang Goethe-Universität Frankfurt am Main, gründlich untersucht und datiert wurden.
1911 wurde beim Abgraben des Schuttkegels angeblich der Schädel eines fossilen Menschen gefunden. Über diesen Fund berichtete am 24. Juni 1911 die Schlüchterner Zeitung in einer Beilage mit dem Titel Der Schädelfund im „Teufelsloch“ bei Steinau. Ein schwedischer Wissenschaftler bot für den seltenen Schädel 3000 Reichsmark. Über die Herkunft des Schädels gab es viele Theorien. Die Meinungen der Experten schwankten zwischen einem jugendlichen Neandertaler, einem Pygmäen oder gar einem Affen. Professor Otto zur Strassen bemerkte, dass der Schädel für ein Fossil viel zu gut erhalten sei, und vermutete, dass es sich um einen Schimpansenschädel handelte. Nach etwa einem Jahr und zahlreichen Untersuchungen und Reinigungen fand der Professor zwei Löcher mit Rostspuren, die von Nägeln herrührten, mit denen der Unterkiefer befestigt worden war. Es stellte sich heraus, dass ein Apotheker aus Steinau durch seinen in Afrika lebenden Bruder in den Besitz eines Affenschädels gekommen war. Er hatte diesen mit Chemikalien so präpariert, dass er wie ein mehrere Tausend Jahre alter Schädel aussah, und ihn im Schuttkegel der Höhle versteckt, so dass er bei den Ausgrabungen gefunden wurde. Er wollte damit dem Leiter der Grabungen, Straßenbaumeister Lüders, einen Streich spielen.
Am 11. November 1913 wurde der Verein zur Erschließung der Tropfsteinhöhle gegründet. Die Höhle mit ihrer Umgebung wurde am 10. März 1924 vom Chemiker, Geologen und Vorsitzenden des Vereins für Höhlenkunde in Frankfurt am Main e. V. Hans Karl Becker als Naturschutzgebiet ausgewiesen.

### Schauhöhle

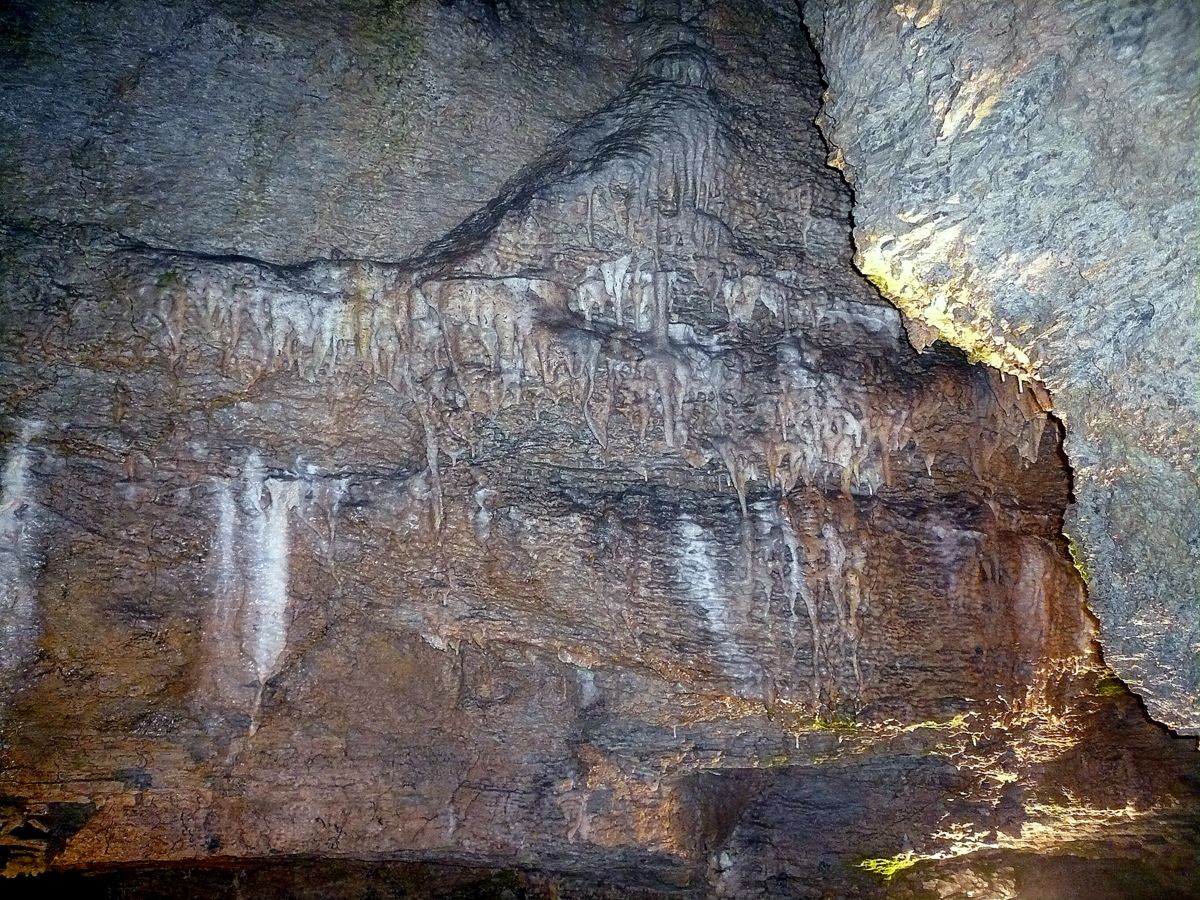
Versinterte Wand, mit Ansatz abgebrochener Stalaktiten

1927 wurde die erste elektrische Lichtanlage in der Höhle installiert und es fand die offizielle Eröffnung der Höhle statt. Im Zweiten Weltkrieg diente sie zeitweise als Luftschutzbunker für die Bewohner von Steinau. Nach dem Krieg befand sich die Höhle in der amerikanischen Besatzungszone. In der Kapelle brachen die Amerikaner mehrere bis über einen Meter lange Stalaktiten ab, die nebeneinander gewachsen und ohne Leiter erreichbar waren. Ein weiterer, etwa einen Meter langer Stalaktit, der sich an einer höheren Stelle befand, blieb verschont. 1952 wurde die Höhle wieder für Besucher zugänglich gemacht. In den 1970er Jahren wurde der Stalaktit bei Sicherungsarbeiten von einem Arbeiter für einen Auftraggeber abgebrochen und entwendet. Im Jahre 1976 fanden geologische und geophysikalische Untersuchungen in der Höhle und der Umgebung nach dem Geosonar-Verfahren statt, einem Verfahren, bei dem über größere Strecken horizontale Messungen durchgehend erfasst werden können.
Im Jahre 1978 wurden durch Bohrungen Hohlräume in unmittelbarer Nachbarschaft der Teufelshöhle entdeckt und mit Sondenkameras fotografiert. Sie wurden jedoch nicht zugänglich gemacht. Am 23. August 1983 wurde die Höhle mit der Umgebung erneut als Naturschutzgebiet ausgewiesen. Die Höhle wird beim Hessischen Ministerium für Umwelt, Klimaschutz, Landwirtschaft und Verbraucherschutz mit einer eingeschlossenen Fläche von 15 Hektar, der Bezeichnung Teufelsloch bei Steinau an der Straße und der Nummer 435-012 geführt. Im Jahre 1998 begann die Erschließung eines weiteren Hohlraumes, der bei Führungen mit begangen wird. Seit einigen Jahren gibt es Überlegungen, den Außenbereich der Höhle zu modernisieren und eine Toilettenanlage einzurichten. Dieses Vorhaben scheiterte jedoch bisher aufgrund von Naturschutzauflagen. Im Juli 2010 ist die vor der Höhle gelegene Hütte komplett abgebrannt, wobei Brandstiftung nicht ganz ausgeschlossen wird. Im Herbst 2011 sollte eine neue Hütte mit einem geschlossenen Raum für Höhlenbesucher und einer behindertengerechten Toilettenanlage gebaut werden. Im Sommer 2012 bestand allerdings noch ein Provisorium. Im gleichen Jahr wurde eine seit 2009 geplante neue Beleuchtungsanlage auf Leuchtdioden-Basis, die auch die Lampenflora reduziert, sowie eine Beschallungsanlage im Dom installiert.

## Geologie

### Entstehung
Die Teufelshöhle liegt im etwa 230 bis 250 Millionen Jahre alten unteren Muschelkalk einer Karstlandschaft und wurde vor etwa 2,5 Millionen Jahren gebildet. Höhlen sind im Spessart sehr selten, da dort überwiegend roter Sandstein und Basalt vorkommen. In Hessen ist sie eine von drei Schauhöhlen und neben dem 2009 eröffneten Herbstlabyrinth eine der beiden Tropfsteinhöhlen. Zuflüsse von kalkgesättigten Gewässern (unter anderem des Ulmbaches) sind bei der Bildung der Höhle aus den hängenden basaltischen Gesteinen durch feine Risse und Klüfte eingedrungen. Durch die Auflösung des Kalkes durch Kohlensäure bildeten sich Tropfsteine und durch Strudelbildung unterirdischer Wasserläufe Hohlräume wie etwa der Große Dom. Ausschlaggebend für die Bildung der Höhle war das Vorhandensein von wasserdurchlässigen und undurchlässigen Gesteinsschichten im Boden.

### Beschreibung

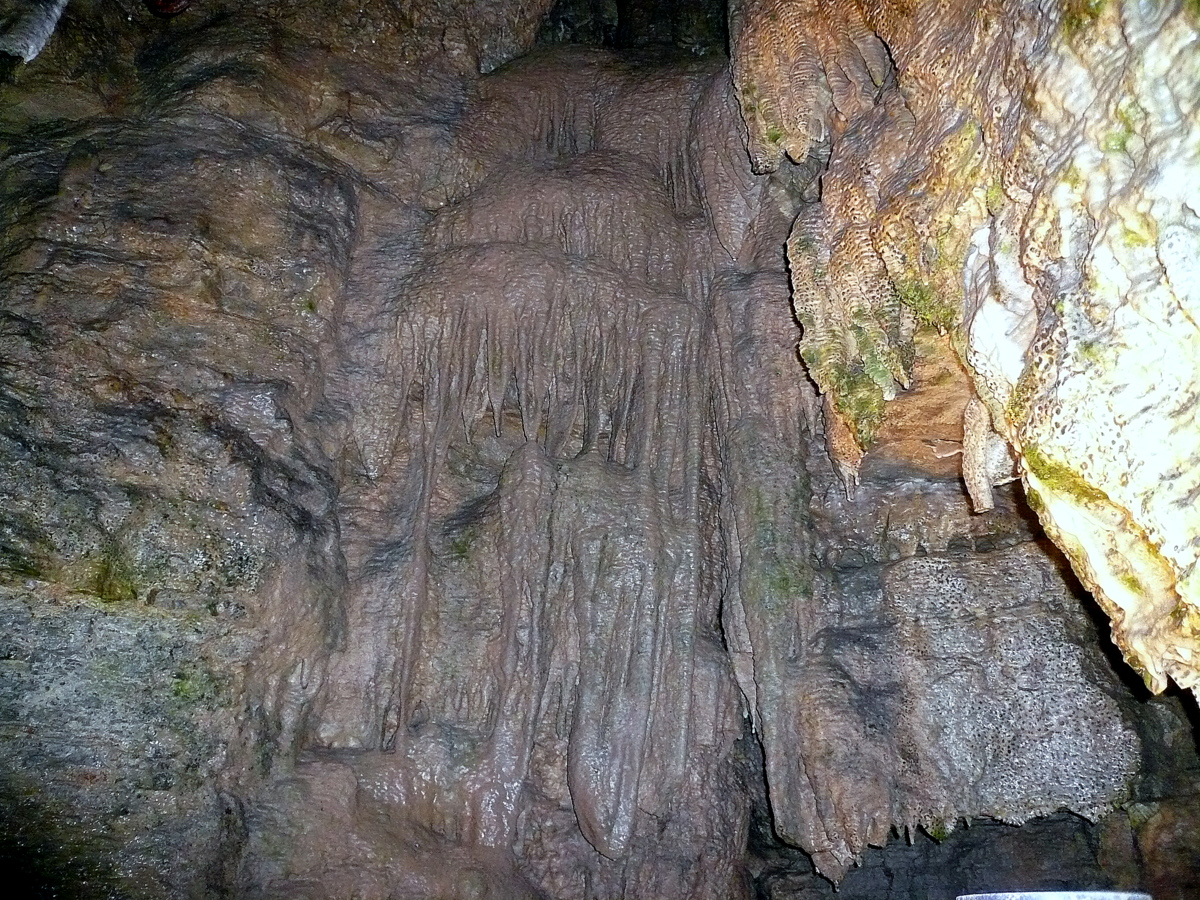
Wasserfall in der Kapelle

In der Höhle herrscht ständig eine Temperatur von etwa acht bis neun Grad Celsius bei einer Luftfeuchtigkeit von über 80 Prozent. Zu erreichen ist das Höhlensystem über einen 54 Meter langen, künstlich geschaffenen Stollen, der als Höhlenein- und -ausgang dient und sich auf einer Höhe von 272,6 Metern über Normalnull befindet. Die Höhle besteht aus drei größeren Räumen, die durch teilweise enge Gänge miteinander verbunden sind. Der Stollen ist im vorderen Teil mit Wellblech ausgekleidet. An seinem Ende befindet sich der 1584 entdeckte Große Dom, der größte Raum der Höhle. Er ist 16 Meter hoch und hat einen nahezu kreisrunden Grundriss mit einem Durchmesser von etwa elf Metern. Nach oben ist er durch einen Schacht, das ehemalige Teufelsloch, mit der Außenwelt verbunden, wodurch teilweise Sonnenlicht in die Höhle fällt. Der Raum war ursprünglich 25 Meter hoch. Die unteren neun Meter bestehen aus eingebrachtem Material. Entstanden ist die Rundung der Höhle durch die Strudelwirkung von zwei Wasseradern, die den Hohlraum ausfrästen. Ihre Einmündungen sind noch zu sehen. Das Wasser vergrößerte die Höhle immer mehr. Die Decke wurde schließlich so dünn, dass vor etwa 400 Jahren eine weidende Kuh einbrach. Im Großen Dom gibt es aufgrund der Luftzufuhr keine Tropfsteingebilde. Die Wände des Raumes bestehen teilweise aus hellen, glänzenden Überzügen aus Kalksinter. Gut zu erkennen sind die waagerechten Schichten verschiedener Gesteinsstufen.
Vom Dom aus geht es in die Klimakammer. Dazu wurde im durch Versturzmasse aufgefüllten Bodenbereich des Domes eine Treppenanlage nach unten eingebaut. Darüber befindet sich eine Holzplattform, die eine Ebene mit dem restlichen Bodenbereich des Domes bildet. Die Klimakammer ist mit 34 Metern unter der Erdoberfläche der tiefste Punkt der Höhle. Die Luft ist in diesem gangartigen Raum nahezu staubfrei und die Luftfeuchtigkeit mit 98 Prozent höher als in den anderen Höhlenbereichen. Dort ist auch der wasserreichste Teil der Höhle. Die Luft ist stark kohlensäurehaltig. Eine Bank erleichtert Patienten mit Keuchhusten, Asthma, Bronchialkrankheiten und nach neuesten Erkenntnissen auch Neurodermitis den Aufenthalt im Rahmen der Behandlung ihrer Krankheiten. Über eine nach oben führende Treppe und einen anschließenden schmalen Gang geht es in die Fledermaus-Kammer, einen höheren Hohlraum, in dem Fledermäuse ihren Winterschlaf halten. Die Decke dieses Raumes ist recht dünn. So sind schon vereinzelt Wurzeln von oben hindurchgewachsen, die zuletzt im Jahre 2009 beseitigt wurden. Von dort führt der Weg zurück zum Großen Dom.

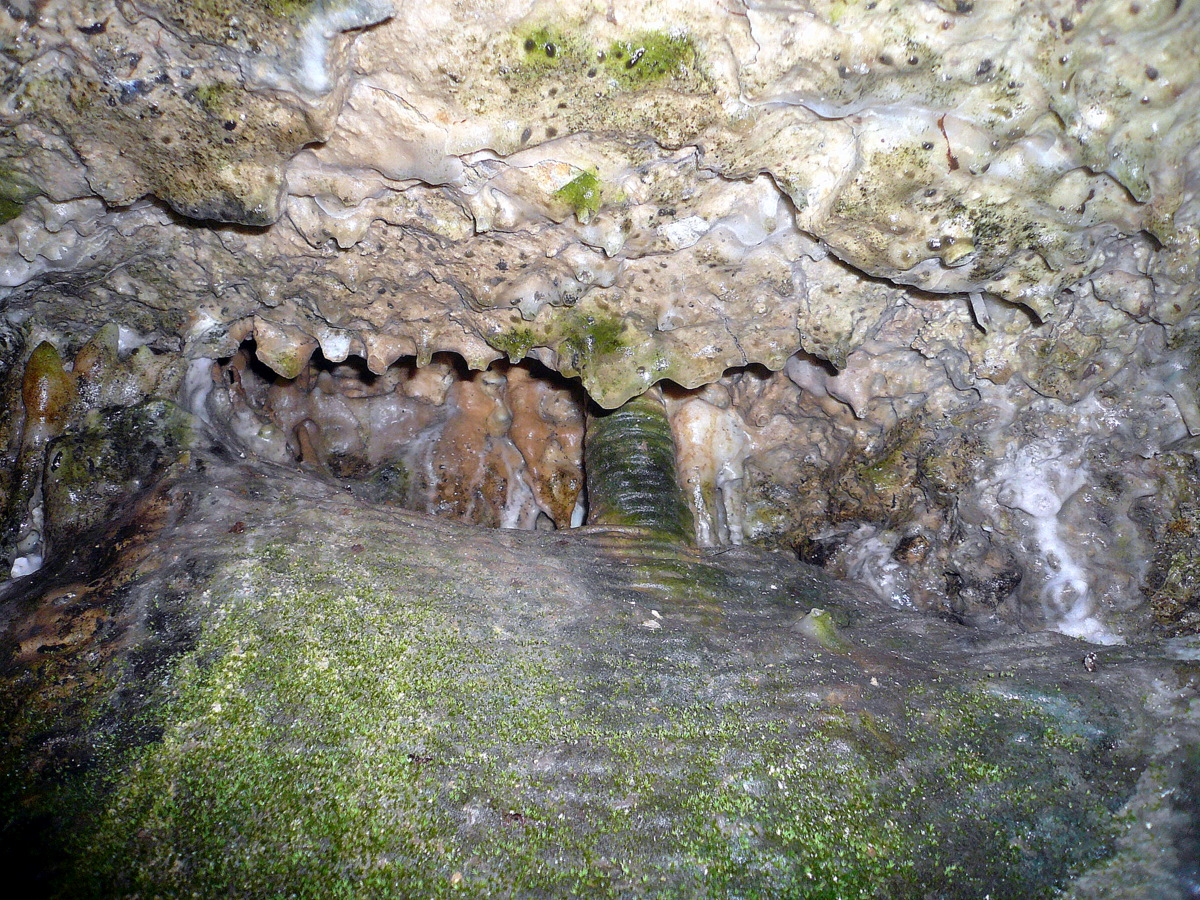
Gurgel des Teufels

Von dort aus geht es über einen Teil des Eingangsstollens links auf einem kurzen Gang in die Kapelle, dem schönsten Raum der Höhle, der großflächig mit Sinter ausgekleidet ist. Mehrere bis zu einem Meter lange Stalaktiten wurden nach dem Zweiten Weltkrieg von Amerikanern entwendet, ein weiterer in den 1970er Jahren. Der Hohlraum hat einen Durchmesser von etwa 5,5 Metern und eine Höhe von etwa acht Metern. In der Kapelle gibt es mehrere Tropfsteingebilde, die nach ihrem Aussehen benannt sind. An einer Wand erreicht der Wasserfall mit einem geschätzten Alter von 85.000 Jahren eine Gesamthöhe von 2,75 Metern. Am Eingang der Kapelle befindet sich der Kopf des Teufels, an einer anderen Wand in einer kleinen Nische die Gurgel des Teufels, eine Tropfsteinsäule, Stalagnat genannt, und davor sein Zahn oder der seiner Großmutter. Über eine kurze Treppe mit einem Umkehrpunkt geht es in der Kapelle hoch, wo ein kleiner, nicht begehbarer Gang mündet. In diesem Spalt befindet sich ein Stalagmit in der Form eines geflochtenen Bienenkorbes. Er hat einen Durchmesser von etwa 15 Zentimetern und ist etwa 30 Zentimeter hoch. Sein Alter wird auf etwa 65.000 Jahre geschätzt. Weitere Tropfsteingebilde sind die Teufelskralle, auch Elefant genannt, und der Teufelskopf mit Ziegenbart. Die ältesten Tropfsteine werden auf bis zu 255.000 Jahren geschätzt.

## Flora und Fauna

### Tierwelt
In der Höhle konnten bisher fünf verschiedene Fledermausarten nachgewiesen werden. Sie zählen zu den höchstentwickelten Bewohnern der Teufelshöhle. Ihren Winterschlaf halten dort Mausohr- (Myotis myotis), Bart- (Myotis brandtii), Langohr- (Plecotus), Fransen- (Myotis nattereri) und die Wasserfledermaus (Myotis daubentonii). Sie fliegen im Herbst über das Teufelsloch im Großen Dom in die Höhle ein, um in ihr ungestört zu überwintern. Die Höhle ist deswegen aus Naturschutzgründen ab 1. November bis Ostern für Besucher und Höhlenbetreiber verschlossen. Das Bestreben der Naturschützer, die Eigenschaft einer Schauhöhle aufzuheben und sie aus Rücksichtnahme den Fledermäusen gegenüber ganzjährig zu schließen, scheiterte bisher. Die meisten Fledermäuse suchen das „Fledermaushotel“ auf, wo während des Winters 800 Tiere eng beieinander an der Decke hängen. Im Eingangsstollen der Höhle befinden sich an der Decke verschiedene Spinnenarten (Nesticidae). In der Höhle gibt es einige Feuersalamander (Salamandra salamandra) und Lurche. Zu den kleinsten Lebewesen der Höhle zählen einige Krebs- (Crustacea) und Muschelarten (Bivalvia).

### Lampenflora

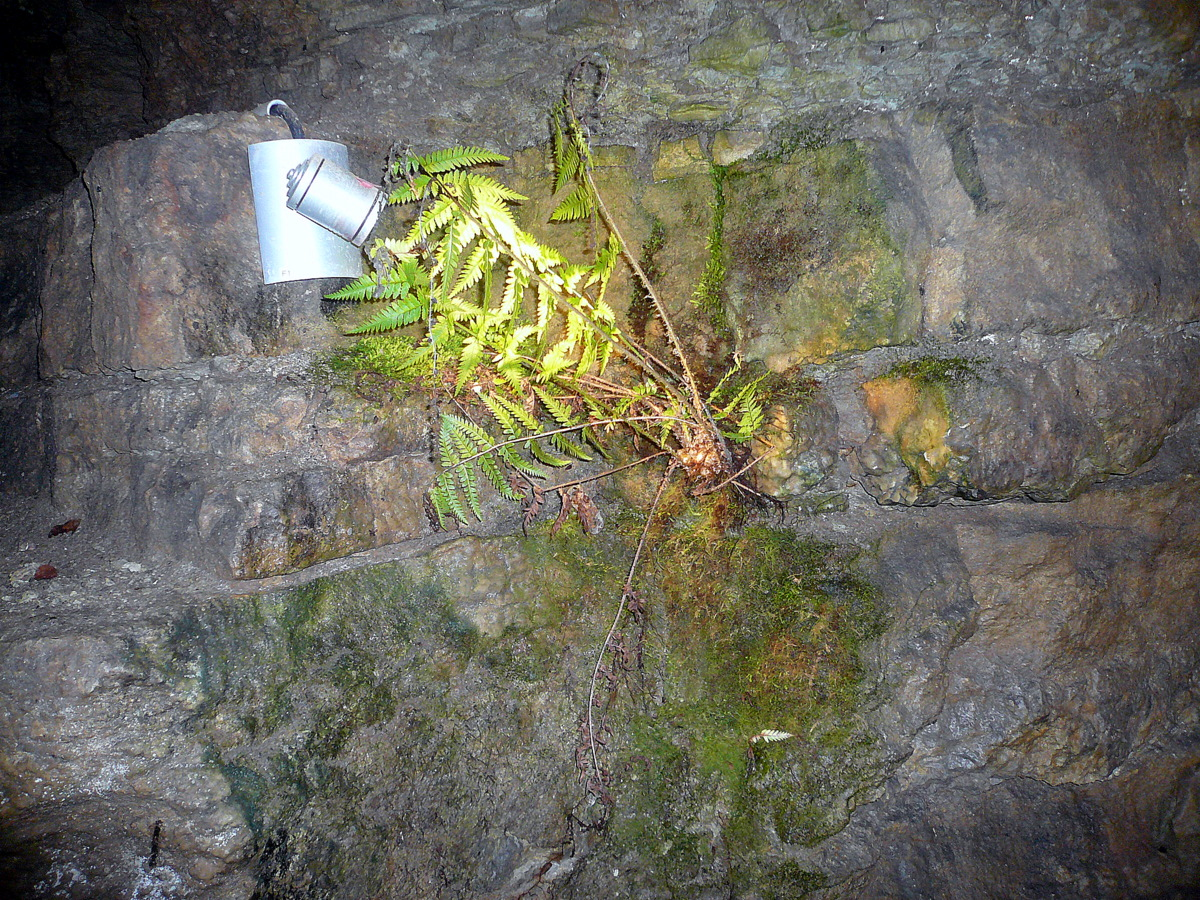
Lampenflora

In der Teufelshöhle hat sich im Schein der Lampen eine ausgeprägte, als Lampenflora bezeichnete Pflanzengemeinschaft entwickelt. Im Bereich der Lichtquellen können sich vor allem Algen, Moose, Pilze und Farnpflanzen ansiedeln. Dabei handelt es sich meistens um Kümmerformen, die in absoluter Dunkelheit ohne künstliche Beleuchtung nicht überleben könnten. Die Pflanzen sind nicht gleichmäßig verteilt. Es hängt davon ab, welche Sporen mit dem Sickerwasser von der Erdoberfläche durch Klüfte in die Höhle gelangen. Zur Verbreitung der Pflanzen tragen zudem die Höhlenbesucher bei. In manchen Höhlenbereichen konnte sich aufgrund der Trockenheit keine oder nur eine geringe Lampenflora ausbilden. Im Großen Dom, dem größten Raum der Höhle, und dem einzigen, der mit der Außenwelt verbunden ist, bildete sich durch die Zugluft ein ausgeprägtes Pflanzenwachstum. Das Zwergfarnkraut wächst dort einen bis fünf Millimeter im Jahr.

## Tourismus
Von Anfang Juli bis Ende September finden täglich, zudem ab dem 20. April von Freitag bis Sonntag, Führungen statt, Sonderführungen sind möglich. Die Führungen gehen über gut gangbare Wege und Treppen in die einzelnen Höhlenabteilungen und dauern gut 30 Minuten. Der Weg führt über einige Treppenstufen zur Klimakammer und zurück und in der Kapelle zum Bienenkorb. Dabei wird ein Weg von etwa 174 Metern zurückgelegt, wobei ein Teil der Höhle und der Zugangsstollen doppelt begangen werden. Die Länge der begehbaren natürlichen Hohlräume beträgt 47 Meter. Die Höhle ist für Rollstuhlfahrer auf 150 Meter Länge befahrbar. Zu erreichen ist die Höhle von der Straße von Steinau nach Grebenhain. Vom Parkplatz an der Straße sind es etwa zehn Minuten zu Fuß bis zur Höhle. Gehbehinderte Personen können mit dem Kraftfahrzeug über einen geschotterten Weg bis zur Höhle fahren. Ein ÖPNV-Anschluß existiert nicht. In der Höhle werden zudem Veranstaltungen für Kinder durchgeführt, zum Beispiel zu Halloween. Die Besucherzahlen haben zuletzt wie bei vielen Schauhöhlen etwas abgenommen. Während es um das Jahr 2000 etwa 25.000 Besucher pro Jahr waren, haben sich nunmehr die Besucherzahlen auf 16.000 eingependelt. Damit zählt die Teufelshöhle zu den weniger besuchten Schauhöhlen in Deutschland.